# لارا غونزاليس
لارا غونزاليس (بالإسبانية: Lara González Oteiza)‏ هي عارضة إسبانية، ولدت في 14 أبريل 1986 في بنبلونة في إسبانيا.

## وصلات خارجية
- لارا غونزاليس على موقع الاتحاد الدولي للجمباز (biography) (الإنجليزية)
- لارا غونزاليس على موقع اللجنة الأولمبية الدولية (الإنجليزية)
- لارا غونزاليس على موقع أوليمبيديا (الإنجليزية)
- لارا غونزاليس على موقع اللجنة الأولمبية الإسبانية (الإسبانية)